# مایرا دیاس
مایرا بنیتا آلوس دیاس (متولد ۲۸ سپتامبر ۱۹۹۱) یک مدل برزیلی و دارنده عنوان مسابقه زیبایی است. او در ۲۶ مه ۲۰۱۸ به عنوان دومین نماینده از آمازوناس تاج گذاری کرد. او نماینده برزیل در دوشیزه جهان ۲۰۱۸ بود. دیاس در ایتاکواتیرا، شهری در داخل ایالت آمازوناس به دنیا آمد. او دارای اصل و نسب بومی است.